# Diocesi di Castel Minore
La diocesi di Castel Minore (in latino: Dioecesis Castellominoritana) è una sede soppressa e sede titolare della Chiesa cattolica.

## Storia
Castel Minore, identificabile con Koléa nei pressi di Algeri nell'odierna Algeria, è un'antica sede episcopale della provincia romana della Mauritania Cesariense.
Unico vescovo conosciuto di questa diocesi africana è Nicezio, il cui nome appare al 31º posto nella lista dei vescovi della Mauritania Cesariense convocati a Cartagine dal re vandalo Unerico nel 484; Nicezio, come tutti gli altri vescovi cattolici africani, fu condannato all'esilio.
Dal 1933 Castel Minore è annoverata tra le sedi vescovili titolari della Chiesa cattolica; dal 13 luglio 2024 il vescovo titolare è Arokia Raj Satis Kumar, vescovo ausiliare di Bangalore.

## Cronotassi

### Vescovi residenti
- Nicezio † (menzionato nel 484)

### Vescovi titolari
- Miguel Balaguer † (20 novembre 1962 - 26 febbraio 1966 nominato vescovo di Tacuarembó)
- Aurelio del Pino Gómez † (1º aprile 1967 - 11 dicembre 1970 dimesso)
- Antonio de Hornedo Correa, S.I. † (24 aprile 1971 - 9 luglio 1977 nominato vescovo di Chachapoyas)
- José Joaquín Troconis Montiel (18 novembre 1977 - 1986 dimesso)
- Attila Miklósházy, S.I. † (12 agosto 1989 - 28 dicembre 2018 deceduto)
- José Benedito Cardoso (23 gennaio 2019 - 4 gennaio 2024 nominato vescovo di Catanduva)
- Arokia Raj Satis Kumar, dal 13 luglio 2024